# Coenosia shennonga
Coenosia shennonga är en tvåvingeart som beskrevs av Xue 1997. Coenosia shennonga ingår i släktet Coenosia och familjen husflugor. Inga underarter finns listade i Catalogue of Life.